# Australopithecine
Australopithecine – takson obejmujący wszystkie gatunki powiązane z rodzajami australopitek i Paranthropus, w tym przede wszystkim Kenyanthropus platyops, ardipiteki i Praeanthropus. Obecnie wszystkie te spokrewnione ze sobą gatunki są często klasyfikowane jako podplemię plemienia Hominini zwane Australopithecina. Australopithecine to wymarli bliscy krewni człowieka, którzy – wraz z rodzajem Homo – składają się na ludzki klad. Członkowie ludzkiego kladu, w tym Hominini po oddzieleniu się od szympansów, są obecnie nazywani podplemieniem Hominina.
Termin Australopithecine pochodzi z dawnej klasyfikacji, w której zaliczono ten takson do odrębnej podrodziny Australopithecinae. Gatunki australopiteka są czasami nazywane gracile Australopithecine, a Paranthropus opisywany jest jako tęgi Australopithecine.
Australopithecine występowały w pliocenie i plejstocenie. Były dwunożne, a ich układ zębów był zbliżony do ludzkiego. Objętość mózgu była nieznacznie większa niż u współczesnych małp człekokształtnych, a współczynnik encefalizacji był niższy niż u rodzaju Homo. Ludzie (należący do rodzaju Homo) mogą pochodzić od Australopithecine, a ardipiteki są prawdopodobnie przodkami Australopithecine.

## Filogeneza
Filogeneza podplemienia Australopithecine według Briggsa i Crowthera:
- Australopithecina
  - australopitek
    - Australopithecus afarensis
    - Australopithecus africanus
    - Australopithecus anamensis
    - Australopithecus bahrelghazali
    - Australopithecus garhi
    - Australopithecus sediba

  - Paranthropus
    - Paranthropus aethiopicus
    - Paranthropus boisei
    - Paranthropus robustus

  - ardipitek
    - Ardipithecus kadabba
    - Ardipithecus ramidus

## Budowa ciała
Szczątki czaszek Australopithecine wskazują, iż ich ciała były przystosowane do poruszania się na dwóch kończynach, jednak nie poruszali się oni w sposób identyczny z chodem współczesnego człowieka. Mieli oni wysoki wskaźnik kostkowo-ramienny w porównaniu do innych homininów. Przejawiali większy dymorfizm płciowy niż gatunki należące do rodzajów Homo i Pan, a mniejszy niż u goryli i orangutanów. Prawdopodobnie osiągali wysokość 1,2 – 1,5 m, a ważyli od 30 do 55 kilogramów. Objętość mózgu wynosiła od 350 do 600 cm³. Zęby przedtrzonowe i trzonowe były stosunkowo duże i pokryte grubszą warstwą szkliwa niż zęby współczesnych małp człekokształtnych i współczesnego człowieka. Siekacze i kły były stosunkowo małe, a różnice pomiędzy kłami samców i samic były niewielkie w porównaniu do kłów współczesnych małp człekokształtnych.

## Powiązania zHomo
Wielu naukowców uważa, iż około dwóch milionów lat temu jeden z gatunków Australopithecine przekształcił się w Afryce w rodzaj Homo. Nie ma jednakże zgodności co do tego, w jaki gatunek z rodzaju Homo wyewoluował:

Określenie, jaki gatunek Australopithecine (o ile w ogóle) jest przodkiem rodzaju Homo, to zadanie będące priorytetem dla wielu paleoantropologów, lecz które nie doczeka się w ciągu najbliższych lat żadnego ostatecznego rozwiązania. Niemalże każdy gatunek był wymieniany jako kandydat, jednak żaden z nich jako wystarczająco przekonywający. Obecnie okazuje się, że Australopithecus garhi ma szanse zająć to pożądane stanowisko paleoantropologii, jednak brak dowodów w postaci skamieniałości jest poważnym problemem. Inny problem polega na tym, że bardzo trudno jest ocenić, który człowiekowaty [obecnie hominin] stanowi pierwszego członka gatunku Homo. Bez tej wiedzy nie jest możliwe określenie, który gatunek Australopithecine był przodkiem dla Homo.

Marc Verhaegen stwierdził, że jeden z gatunków Australopithecine mógł być również przodkiem rodzaju Pan (czyli szympansów).

## Australopithecinez Azji
Nieliczna grupa paleoantropologów uważa, że Australopithecine mógł wyjść z Afryki. Jednym z najważniejszych propagatorów tej teorii jest Jens Lorenz Franzen, były kierownik Instytutu Badań Paleoantropologicznych w Senckenbergu. Franzen twierdzi, iż Paranthropus dotarł nie tylko do Indonezji (jak megantrop), lecz także do Chin:

Tym sposobem dochodzimy do wniosku, że pojawienie się Australopithecine w Azji nie wprowadza nieładu, a wręcz pomaga wyjaśnić wczesną ewolucję człowiekowatych [homininów] na tym kontynencie. Ta koncepcja wyjaśniałaby znalezione na Jawie i w Chinach nieliczne szczątki wczesnego australopiteka jako pozostałości po azjatyckim odgałęzieniu Australopithecine. Długo później miejsce miała [afrykańska] imigracja Homo erectusa, a ostatecznie doszło do wyginięcia Australopithecine po pewnym okresie współwystępowania.

W 1957 znaleziona w Chinach skamieniałość zęba z wczesnego plejstocenu została opisana jako przypominająca ząb Paranthropus robustus. Inne trzy skamieniałe zęby trzonowe znalezione w Jhansi w Chinach (Jaskinia Longgudong) zostały zidentyfikowane jako należące do australopiteka. Późniejsze badania podważyły jednak to założenie. W 1984 Zhang doszedł do wniosku, że zęby z Jhansi oraz niezidentyfikowany ząb z Chin należą do Homo erectus. W 2010 Liu i inni zbadali okazy z Jhansi i stwierdzili, że trzonowce kwalifikują się do gatunku Homo erectus:

Nie ma zauważalnych różnic w kształcie korony zębów pomiędzy okazami z Jhansi a innymi skamieniałościami Homo erectus znalezionymi w Chinach. Nie ma również żadnych dowodów potwierdzających bliskość hominina z Jhansi i australopiteka.